# Hellenic Register of Shipping
Hellenic Register of Shipping (HRS) – greckie towarzystwo klasyfikacyjne z siedzibą centrali w Pireusie, powstałe w 1919. Jest bezpośrednim kontynuatorem Veritas Hellenique et Reglements de Classification des Navires założonego w 1870 roku.
W 2006 roku dysponowało 33 inspektorami stacjonującymi w centrali, 18 w innych greckich portach i 15 w portach na całym świecie.
HRS oferuje usługi w zakresie nadzoru i klasyfikacji statków morskich, nadzór klasyfikacyjny nad budowami i remontami statków, przeprowadzanie certyfikacji w ramach różnych systemów zarządzania jakością (ISO 9000, ISO 14001)